# HR 3384
HR 3384 (HD 72673 / HIP 41926 / GJ 309) és una estrella situada a la constel·lació de Brúixola, prop del límit de Popa. De magnitud aparent +6,38, és massa tènue per a ser observada a simple vista. Es troba a 39,7 anys llum del sistema solar; Gliese 320, a 6,1 anys llum de distància, és l'estrella més propera a HR 3384.
De tipus espectral K0V, HR 3384 és una nana taronja —en la base de dades SIMBAD figura catalogada com a G9V— amb una temperatura superficial de 5.265 K.
De característiques semblants a α Centauri B, brilla amb una lluminositat equivalent al 36% de la lluminositat solar.
De menor mida que el Sol, té un diàmetre equivalent al 77% del diàmetre solar.
La seva metal·licitat —abundància relativa d'elements més pesats que l'heli— és menor que la solar, suposant-ne un 42%.
No existeix consens sobre l'edat d'HR 3384.